# Кастет

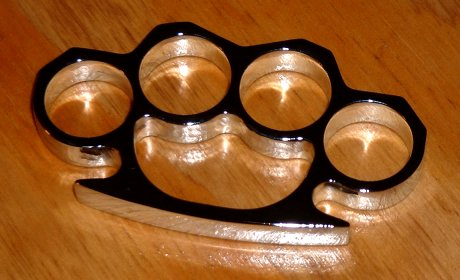
Кастет, виготовлений на заводі

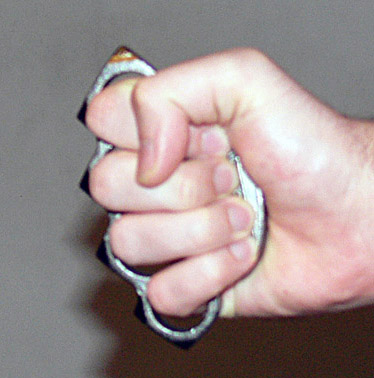
Утримання кастета в руці

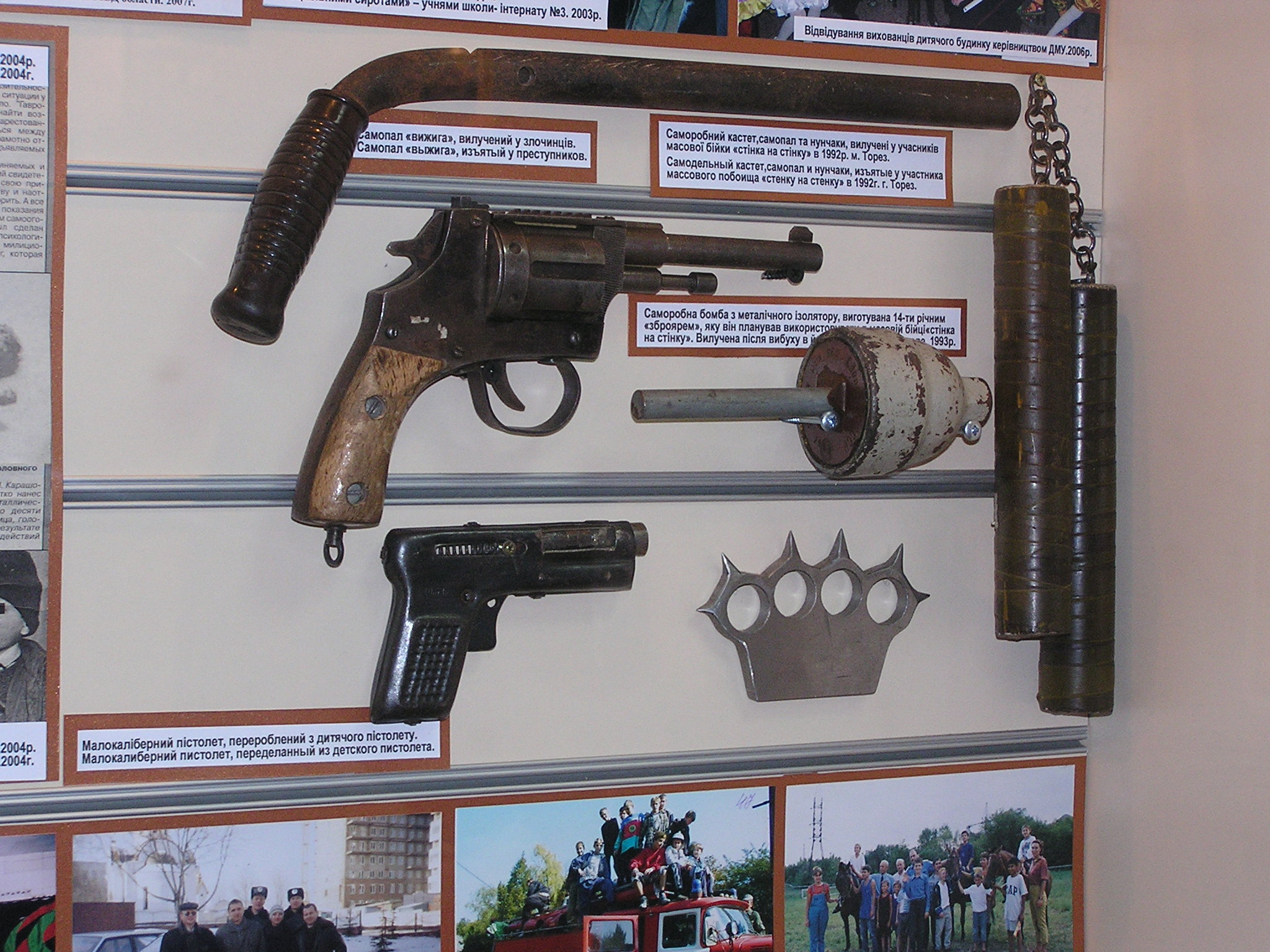
Кастет,не вважається холодною зброєю (унизу, справа)

Касте́т (фр. casse-tête, дослівно — «ламай-голову») — металева зброя ближнього бою, яку надівають на пальці та затискають у долоні, з гладкою або шипованою бойовою частиною. Незважаючи на просту конструкцію, є досить небезпечним: сильні удари здатні завдавати тяжких травм або навіть спричинити смерть.

## Конструкція
Кастети виготовляють на заводі або роблять власноруч з литого металу, твердої пластмаси (часто з текстоліту), з кістки або іншого твердого матеріалу. Кастети класичної форми можуть мати шипи, або бути гладкими, окремі отвори для кожного пальця та стійку опору. Саморобні кастети, зазвичай, мають спрощену конструкцію (без опори, з одним отвором для всіх пальців і т.п.). Простий кастет зі свинцю (або свинцевий тягар довгастої форми, що затискають у долоні) називається свинчатка. Окрім того, одним з різновидів кастета — є шкіряні рукавиці зі вшитими металевими пластинами.
Відомі ножі з руків'ям у вигляді кастета (наприклад, американські траншейні ножі часів Першої Світової війни, англ. knuckle knife). Деякі моделі бойових ножів (наприклад, стилет) мають на голівці руків'я гострий шип, призначений для завдання ударів по голові (англ. skull-crusher — букв. «розбивач черепа»). Найпримітивніші кастети у 1990-ті часом виготовлялися з вирваних елементів металконструкцій.

## Історія
Перші згадки про кастети, як про зброю — відносяться до II ст. н. е. Римські літописці залишили описи «Бронзового кулака гладіатора» у вигляді бронзової пластини з прорізом для пальців. Довгий час історики були впевнені, що мова йде про «цестус» — ремінь посилений бронзовими накладками, яким бійці обмотували кулаки.
Деякий час, згадки чи записи про археологічні знахідки кастетів були відсутні, адже цей вид зброї був забутий майже на півтори тисячі років. Як зброю їх, з успіхом, замінили різноманітні панцерні і бойові рукавиці.
Наступними, хто згадав про кастети, були венеціанські моряки в 15-16 ст. Під час абордажних боїв у тісних корабельних каютах їм доводилося частіше користуватися ефесом для завдання ударів, саме тому, моряки посилили гарди своїх катласів шипами. У результаті вийшла комбінація клинка і кастета. Приблизно в той же час різноманітні кастети стають дуже популярні в Індії, Японії та Китаї. Створюються китайські «бойові кільця», «бойові гребені» і т.і.
Незвичними кастетами озброювалися жителі Тихоокеанських островів. Як правило їх кастети були вирізані з дерева і посилені осколками обсидіану або зубами акули.
В 1923, при розкопках цирку в Ліоні, виявлено два бронзові кастети, чий зовнішній вигляд повністю збігався з античними описами.

## Законність і поширення
Оскільки кастет призначений для ураження живої або іншої цілі за допомогою м'язової сили людини, кастет визнається холодною зброєю.
Згідно з другим пунктом, статті № 263 «Незаконне поводження зі зброєю, бойовими припасами або вибуховими речовинами», Кримінального Кодексу України:
|  | Носіння, виготовлення, ремонт або збут кинджалів, фінських ножів, кастетів чи іншої холодної зброї без передбаченого законом дозволу — караються штрафом до п'ятдесяти неоподатковуваних мінімумів доходів громадян або громадськими роботами на строк від ста двадцяти до двохсот сорока годин, або арештом на строк від трьох до шести місяців, або обмеженням волі на строк від двох до п'яти років, або позбавленням волі на строк до трьох років. |